# Александър Белокапов
Александър Белокапов е бивш футболист, нападател на Спортклуб (София) и Славия. Трикратен шампион на България през 1935 със Спортклуб (Сф) и през 1939 и 1941 г. със Славия. Има 2 мача за националния отбор на България. Работил е като архитект.
Репресиран е от комунистическата власт след 9 септември 1944 г. Умира през 2004 г.